# Калашникова, Милица Ивановна
Милица Ивановна Калашникова (15.07.1911 — 11.04.2004) — советский инженер-конструктор, лауреат Государственной премии СССР (1967).

## Биография
Окончила Орловский индустриальный техникум (1931) и Уральский политехнический институт (1936).
С 1933 г. работала на Уральском заводе тяжелого машиностроения им. Орджоникидзе, последняя должность — начальник КБ завода.
Лауреат Государственной премии СССР (1967, в составе коллектива) — за участие в разработке технологии, создании оборудования и внедрении в производство термической обработки ж/д рельсов.
Соавтор книги:
- Смазка металлургического оборудования [Текст] / П. К. Гедык, М. И. Калашникова. — Москва : Металлургия, 1971. — 376 с.

Скончалась 11 апреля 2004 года в Екатеринбурге. Похоронена на Северном кладбище Екатеринбурга.